# Belényesliváda
Belényesliváda (Livada Beiușului), település Romániánan, a Partiumban, Bihar megyében.

## Fekvése
Mézes mellett fekvő település.

## Története
Belényeslíváda korábban Mézes része volt. 1956-ban vált önálló településsé. Ekkor 173 lakosa volt.
A  2002-es népszámláláskor 198 lakosa volt, melyből 172 román, 26 cigány volt.